# Palermo (New York)
Pour les articles homonymes, voir Palermo.
Palermo est une ville du comté d'Oswego, dans l'État de New York, aux États-Unis,. En 2010, elle comptait une population de 3 664 habitants.

## Démographie
Lors du recensement de 2010, la ville comptait une population de 3 664 habitants, tandis qu'en 2016, elle est estimée à 3 586 habitants.